# Juan Pablo Cárdenas Squella
Juan Pablo Cárdenas Squella ( Santiago, 1 de diciembre de 1949) es un periodista y académico chileno. Fue galardonado con el Premio Nacional de Periodismo de Chile en 2005.
Es periodista de la Universidad Católica de Chile. Ha trabajado en la revista Debate Universitario de su alma mater, donde fue redactor y director (1971-1973), en la revista Análisis, que fundó y dirigió entre 1977 y 1991, en la revista Los Tiempos (1992-1993), y en Primera Línea (2000).
Fue agregado de Prensa de la Embajada de Chile en México entre 1994 y 1999. Fue académico en el Instituto de la Comunicación e Imagen de la Universidad de Chile y también se desempeñó como director de Radio Universidad de Chile y de su diario electrónico entre 2001 y el 30 de julio de 2018.

## Obras
- Por un Chile libre
- NO a Pinochet
- América Latina: Democracias en penumbra
- El periodismo comprometido
- Contigo en la distancia
- Bajo el agua
- Crónicas para incomodar
- La democracia traicionada

## Premios
- 2005 Premio Nacional de Periodismo
- 2000 Premio Héroes Libertad de Prensa, Instituto Internacional de Prensa (Paris)
- 1989 Premio Heuten Camera, otorgado por la Asociación de Periodistas de Holanda
- 1987 Pluma de Oro de la Libertad otorgado por la Federación Mundial de la Prensa
- 1986 Premio Derechos Humanos Vladimir Herzog (Brasil)
- Premio Monseñor Leonidas Proaño a los defensores de la Paz, la democracia y los Derechos Humanos (Ecuador)
- Premio Latinoamericano de Periodismo (México)
- Premio Valenciano de Periodismo